# Бјеловар
Бјеловар је град у Хрватској и административно средиште Бјеловарско-билогорске жупаније. Према резултатима пописа из 2021. у граду је живело 36.316 становника, а у самом насељу је живело 24.392 становника.

## Географија
Бјеловар лежи у јужном низијском подножју Билогоре, између Чесминих (Чазминих) притока Бјеловацке и Плавнице. Налази се у подручју умерене средњоевропске климе са просечном годишњом температуроод 12,3 °C и годишњом количином падавина од 916 мм (максимум до 101 мм у јуну, минимум до 418 мм у јануару и фебруару).
Од првобитног војног упоришта из времена Марије Терезије Бјеловар се ширио према насељима на својој периферији (Хрговљани, Ивановчани, Крижевачка цеста, Марковац, Млиновац, Нове и Старе Плавнице, Мале и Велике Средице) и сва та насеља са својим старим именима временом су укључена у градско подручје и она су постала четврти савременог Бјеловара.
Бјеловар је значајан културни, привредни и политички центар. У њему је седиште заједнице општина, жупанијског суда и привредне коморе. Има болницу, многе здравствене установе, историјски архив. Нижу гимназију (реалку) је добио још 1858. године, а пуну гимназију 1901. Данас у граду има неколико школских центара различитих струка.
Развијена је прехрамбена индустрија (млинови, фабрика млечних производа, кекса, сувомеснатих производа, жестоких пића), а значајне су и метална и грађевинска индустрија. Важан је регионални саобраћајни центар.

## Прошлост
Подручје Бјеловара припадало је пре Турака старој Ровишћанској жупи, а налазило се на жупској граници према Чесмици. Помиње се 1420. године као сајамско место, али у том раздобљу није имао већи значај. За време турског напредовања између 1540. и 1552. године цели крај је био расељен и пуст до 1650. године, када је на том месту саграђено крајишко утврђење за одбрану од Турака. После тога убрзо је насељено и цело околно подручје.
Беловар је старије име од Бјеловара, када су град настањивали стари Словинци, кајкавски екавци. Доласком штокавских ијекаваца, Срба, град је добио ијекавску верзију имена, иако и касније Адам Прибићевић и неки други Срби (као Будислав Будисављевић у мемоарима Мој живот или Игњат Алојзије Брлић "Успомене на стари Брод 2."pp. 19) користе стари назив Беловар.
У географској карти (Главачевој карти) из 1673. означено је као Беловац. У 18. веку Бјеловар је постао важно упориште, а од 1756. године средиште крајишке области. Првобитно је назван Нови Варажтин. Године 1772. добио је повластице градске општине. По српском извору „Беловар” је град насељен око 1760. године „под царицом Маријом Терезијом”. Слободан град и центар Бјеловарско-крижевачке жупаније постао је 1874. године.
У Бјеловару је било седиште Кришевачке граничарске регименте број 6. Место је било пуно официра и војника. Аустријски цар је наредио да се у Бјеловару 1858. године оснује региментска школа за образовање граничарских подофицира. У њу ће годишње бити уписивано по 100 кандидата, а држава ће исту дотирати годишње по 600 ф.

## Срби у Бјеловару
Околину Бјеловарску су населили Срби 1372. године, после пораза српског краља Вукашина Мрњавчевића у бици са Турцима "на Тенару" 1371. године.
Године 1905. Беловарској црквеној општини припадала су и околна села: Гудовац, Клокочевац, Плавнице, Пргомеље, Средице, Станчићи и Хрговљани.
Српска православна црква посвећена Св. Тројици или празнику Духови зидана је око 1790-1793. године. Православно парохијско звање је основано 1793. године, од када се воде црквене матичне књиге. Темпло су поново сликали или можда "чистили" 1902. године сликари: Целестин Медовић, Бела Чикош и Иван Тишом. Тада је освећена оправљена светотројичка црква. Поред цркве постоји и српска народна школа којима управља бјеловарска српска црквена општина. Бјеловарски прота 1861. године био је поп Петар Лончаревић. Почетком 20. века постоји урешена црквена општина под председништвом Милана Бакића. Православна парохија је прве платежне класе, има парохијски дом и српско православно гробље. Парох је 1905. године поп Јован Штековић који је и окружни протопрезвитер, родом из Српске Капеле.
У бјеловарској основној школи учио се Петар Прерадовић будући аустријски генерал и књижевник, чији је отац Јова тамо службовао (као официр). Месна Црквена општина је 1859. године огласом тражила учитеља који ће и у цркви певати, за плату 189 ф. и осталим погодностима. Учитељски помоћник Коста Вукашиновић је 1861. године био претплатник "Србског дневника" из Новог Сада. Године 1905. у месту су два школска здања, за редовну и недељну школу. Учитељи су тада били Васа Дојић и Ђорђе Петровић, а број деце у редовној настави је 64 а у недељној школи још 40 ђака старијег узраста.
Бјеловарски Срби су исписали своју културну хронику током два и по века свог трајања у том граду. Бјеловарци су редовни купци српских књига из године у годину, понављају се претплатници нових издања. Читаоци "Сербског летописа" могли су 1826. године исти наручити код Василија Рушића трговца у Беловару. Вечиту српску тему "Бој на Косову" набавили су претплатом 1828. године бројни мештани које је записао учитељ Јован Белић. Поред осталих наведених ту су капелан Авакум Лазић, Василије Ружичић трговац а лајтант, Симеон Поповић трговац, Василије Белић купац и епитроп цркве, Георгије Марко Војновић купац и епитроп школе, Николај Манојловић купец, Георгије Жутић казанџија и Петар Малојчић кројач и звонар. Пренумеранти књиге "Возарска девица" били су 1830. године "Беловарци", које је пописао скупљач претплате трговац и сенатор Симеон Инђић. Групу читалаца предводи прота парох Василије Рајчевић, капелан Станислав Булић, затим месни трговци - Димитрије Михаљевић, Стефан Милашиновић, Раде Тарбук, Никола Бобејић, Димитрије Кнежевић, Георгије Војновић купац, Петар Булић купац и житарски "фестунг" Иванићев, Димитрије Јанковић арендатор, затим Ефтимије Поповић сабов, Димитрије Јанковић капамаџија и "господична" Јулија Вучинић. Исте 1830. године другу српску књигу узели су поред наведених и Јован Николић трговац, Никола Трифић трговачки калфа и скупљач претплате Павел Ружичић. Године 1833. био је ту организован претплатнички пункт за књигу српских епских песама. Чинили су га Бјеловарци: парох Василије Рајчевић, капелан Георгије Радојчевић, Георгије Војновић трговац, Димитрије Јанковић трговац и арендатор и Стефан Милашиновић трговац. Године 1843. учитељ је био Јован Белић, скупљач претплате за књигу о Карађорђу, коју је купило 10 читалаца у Бјеловару. Августа 1844. године изабран је Петар Матић (родом из Лежимира) синдикус из Бјеловара, за дописног члана Друштва српске словесности у Београду. Матић се бавио историјом и српским језиком, иза њега је остало пет списа у рукопису које је поклонио карловачкој библиотеци. Богати грађанин Димитрије Јанковић је 1847. године тестаментом оставио Матици српској у Новом Саду прилог 100 ф. који је исплатио овлашћени Самфуил Лекић. Умро је у Бјеловару августа 1854. године граничарски капетан у пензији, Никола Дегориција, који се бавио истраживањем прошлости српске у тој области. Бјеловарац трговац Георгије Лацковић даровао је 1856. године за цркву вировитичку 5 ф. и обавезао се да се са још неким ортацима помоћи да се треће црквено звоно излије. Такође је са колегом Тихоном Деметровићем из Велике Писанице одлучио да годишње скупи и даје по 5 ф. за издржавање свештеника.
Године 1905. у Беловару са селима је било 1470 кућа, од којих 593 српских. Укупно је тада било 10812 становника, од којих 2581 Србин православац. А у самом граду био је тада 786 православних Срба, од којих је било 142 војника.

### Други светски рат
Уочи Априлског рата 1941. Бјеловар је био партијски центар ширег подручја са шест партијских ћелија са месним и окружним комитетима КП Хрватске. Средином априла 1941. године, усташе успостављају власт и почињу спровођење терора, у првом реду над комунистима. Похапсили су чланове Окружног и Месног комитета КПХ и 28. априла 1941, у оближњем Гудовцу побили 180 људи српске националности, међу њима и 50 чланова КПЈ и СКОЈ-а, а потом наставили са геноцидом над српским и јеврејским становништвом града и околине. Средином јуна оформљен је нови Окружни комитет. Године 1943. веће групе родољуба одлазе у јединице НОВЈ, а шири се и организација партизанских ударних група. Од њих и чете Иванчана формиран је 25. септембра 1943. године Бјеловарски партизански одред који је у децембру имао 700 бораца. Град су након тешких борби 4. маја 1945. ослободиле јединице Треће армије.
У бјеловарском срезу, после интернирања православних свештеника, општински чиновници и бележници обилазили су поједина села и наређивали становницима да поднесу молбу за прелазак у католичку веру, у противном биће отерани у логор. Сви треба да се врате у веру својих прадедова, говорили су они, па ће бити поштеђени свих непријатности.
Међутим, за прве покоље Срба у бјеловарском срезу главним подстрекачем се сматрао католички клер.
У селу Брезовици, срез бјеловарски, "сваки Србин" па чак и дете у колицима морало је да носи траку са натписом "Србин". У самом Бјеловару поред тога што су морали да носе траке око руке, Срби нису смели да се крећу по вароши после 8 часова увече, док је осталим грађанима кретање било дозвољено до 12 часова ноћу.
У Бјеловару црква Св. Тројице претворена је у магацин угља.
Из разних села Бјеловарског среза протеран је велики број имућнијих српских породица, Њихова имања су или разграбили домаћи Хрвати или су на њих насељени Хрвати из Далмације, Загорја и Херцеговине.
Из села Ласовца протеране су 23 српске староседелачке породице, из села Ровишта 90, из села Кобасичара општине Капеле 70, из вароши Бјеловара 70, из села Беденчака 7, из Скуцане 26, из Рибњачке 15, из Горње Средице 12, из Велике Писанице 180, из Пољанчана 4, из Тврде Ријеке 3 итд.
А у Бјеловару свештеник катихета бјеловарске државне гимназије је Мато Паљуга. Као човек од поверења заузимао је важне и одговорне положаје у усташкој држави. Био је професор у домобранској заставничкој школи у Загребу, а затим „душебрижник у Докнадној бојни хрватске легије“. Био је познат као интерпретатор усташке идеологије и усташких начела у дневној штампи. У листу „Независна Хрватска“ објавио је чланак „Бог и Хрвати“ у коме је уздизао и величао католичке а нападао православне свештенике. Он је свуда истицао потребу „чишћења Срба из Хрватске“.

## Становништво

### Град Бјеловар

#### Број становника по пописима
| Националност   | 2001.  | 1991.  | 1981.  | 1971.  | 1961.  | 1953.  | 1948.  | 1931.  | 1921.  | 1910.  | 1900.  | 1890.  | 1880.  | 1869.  | 1857.  |
| бр. становника | 41.869 | 42.066 | 39.893 | 35.578 | 29.907 | 27.645 | 26.981 | 24.134 | 22.990 | 21.974 | 19.652 | 16.123 | 12.942 | 11.763 | 10.128 |

- напомене:

Настао из старе општине Бјеловар.

### Бјеловар (насељено место)

#### Број становника по пописима
| Националност   | 2001.  | 1991.  | 1981.  | 1971.  | 1961.  | 1953.  | 1948.  | 1931.  | 1921. | 1910. | 1900. | 1890. | 1880. | 1869. | 1857. |
| бр. становника | 27.783 | 26.926 | 25.203 | 21.540 | 15.761 | 13.569 | 12.867 | 10.252 | 9.994 | 9.266 | 7.873 | 5.609 | 4.671 | 3.469 | 2.787 |

- напомене:

У 1981. повећано припајањем дела подручја насеља Новосељани. Од 1857. до 1961. део података садржан је у насељу Новосељани.

## Попис 1991.
На попису становништва 1991. године, насељено место Бјеловар је имало 26.926 становника, следећег националног састава:
| \| Попис 1991. \| Попис 1991. \| Попис 1991. \| Попис 1991. \| Попис 1991. \| \| -------------- \| ------------ \| ----------- \| ----------- \| ----------- \| \| \| \| \| \| \| \| Хрвати \| Хрвати \| \| 20.826 \| 77,34% \| \| Срби \| Срби \| \| 2.590 \| 9,61% \| \| Југословени \| Југословени \| \| 1.485 \| 5,51% \| \| Чеси \| Чеси \| \| 167 \| 0,62% \| \| Мађари \| Мађари \| \| 118 \| 0,43% \| \| Словенци \| Словенци \| \| 93 \| 0,34% \| \| Албанци \| Албанци \| \| 91 \| 0,33% \| \| Муслимани \| Муслимани \| \| 76 \| 0,28% \| \| Црногорци \| Црногорци \| \| 63 \| 0,23% \| \| Македонци \| Македонци \| \| 60 \| 0,22% \| \| Роми \| Роми \| \| 51 \| 0,18% \| \| Немци \| Немци \| \| 8 \| 0,02% \| \| Словаци \| Словаци \| \| 8 \| 0,02% \| \| Бугари \| Бугари \| \| 5 \| 0,01% \| \| Италијани \| Италијани \| \| 5 \| 0,01% \| \| Русини \| Русини \| \| 5 \| 0,01% \| \| Украјинци \| Украјинци \| \| 4 \| 0,01% \| \| Јевреји \| Јевреји \| \| 3 \| 0,01% \| \| Власи \| Власи \| \| 2 \| 0,00% \| \| Пољаци \| Пољаци \| \| 2 \| 0,00% \| \| Руси \| Руси \| \| 2 \| 0,00% \| \| Турци \| Турци \| \| 2 \| 0,00% \| \| Грци \| Грци \| \| 1 \| 0,00% \| \| остали \| остали \| \| 10 \| 0,03% \| \| неопредељени \| неопредељени \| \| 732 \| 2,71% \| \| регион. опр. \| регион. опр. \| \| 25 \| 0,09% \| \| непознато \| непознато \| \| 492 \| 1,82% \| \| укупно: 26.926 \| \| \| \| \| |              |  |        |        |
| Попис 1991. |              |  |        |        |
| |              |  |        |        |
| Хрвати | Хрвати       |  | 20.826 | 77,34% |
| Срби | Срби         |  | 2.590  | 9,61%  |
| Југословени | Југословени  |  | 1.485  | 5,51%  |
| Чеси | Чеси         |  | 167    | 0,62%  |
| Мађари | Мађари       |  | 118    | 0,43%  |
| Словенци | Словенци     |  | 93     | 0,34%  |
| Албанци | Албанци      |  | 91     | 0,33%  |
| Муслимани | Муслимани    |  | 76     | 0,28%  |
| Црногорци | Црногорци    |  | 63     | 0,23%  |
| Македонци | Македонци    |  | 60     | 0,22%  |
| Роми | Роми         |  | 51     | 0,18%  |
| Немци | Немци        |  | 8      | 0,02%  |
| Словаци | Словаци      |  | 8      | 0,02%  |
| Бугари | Бугари       |  | 5      | 0,01%  |
| Италијани | Италијани    |  | 5      | 0,01%  |
| Русини | Русини       |  | 5      | 0,01%  |
| Украјинци | Украјинци    |  | 4      | 0,01%  |
| Јевреји | Јевреји      |  | 3      | 0,01%  |
| Власи | Власи        |  | 2      | 0,00%  |
| Пољаци | Пољаци       |  | 2      | 0,00%  |
| Руси | Руси         |  | 2      | 0,00%  |
| Турци | Турци        |  | 2      | 0,00%  |
| Грци | Грци         |  | 1      | 0,00%  |
| остали | остали       |  | 10     | 0,03%  |
| неопредељени | неопредељени |  | 732    | 2,71%  |
| регион. опр. | регион. опр. |  | 25     | 0,09%  |
| непознато | непознато    |  | 492    | 1,82%  |
| укупно: 26.926 |              |  |        |        |

## Културно историјски споменици
Урбанистичко језгро града решено је по ортогоналном систему, улице се секу под правим углом. Главни квадратни трг обухвата површину од четири блока.
На њему су крајишке пуковније подигле (данас уклоњена) 4 барокна кипа (1778). Око те урбане доминанте налазе се истакнутије јавне зграде: барокна жупна црква св. Терезије (1765-1772), са обе стране омеђена зградама пијариста, касарна Прерадовић, са приземним аркадама и православна црква св. Духа (1792-1795).
Споменик НОБ-и израдио је кипар Војин Бакић 1947. У музеју је разнолика грађа из града и његове околине.